# Opius erythrosoma
Opius erythrosoma är en stekelart som beskrevs av Fischer 1963. Opius erythrosoma ingår i släktet Opius och familjen bracksteklar. Inga underarter finns listade i Catalogue of Life.